# Rio Parima (vattendrag i Brasilien)
Rio Parima är ett vattendrag i Brasilien.   Det ligger i delstaten Roraima, i den nordvästra delen av landet, 2 800 km nordväst om huvudstaden Brasília.
I omgivningarna runt Rio Parima växer i huvudsak städsegrön lövskog. Trakten runt Rio Parima är nära nog obefolkad, med mindre än två invånare per kvadratkilometer.